# Combate de Verdeloma (1812)
El combate de Verdeloma fue un enfrentamiento militar librado el 25 de junio de 1812 cerca de Biblián, en la actual provincia de Cañar, en el que se enfrentaron las fuerzas del Estado de Quito, comandadas por el coronel Francisco García Calderón, y las realistas de Cuenca. Aunque inicialmente exitosas, las malas decisiones llevaron a que las fuerzas quiteñas fueran derrotadas.

## Antecedentes
En 1812, la situación era pésima para el naciente Estado de Quito, las ciudades de San Juan de Pasto al norte y de Guayaquil y Cuenca al sur había tomado las armas al negarse a sumarse al proyecto independentista, haciéndole difícil alimentar a sus 30 000 habitantes. Al mismo tiempo, los quiteños estaban divididos entre los partidarios de Carlos de Montúfar (montufaristas) y los de Jacinto Sánchez de Orellana (sanchistas). En un movimiento desesperado, sus dirigentes decidieron atacar Cuenca, donde el gobernador, brigadier Melchor Aymerich, había reunido un poderoso ejército.
Según el empadronamiento de población de 1778, la antigua provincia de Cuenca contaba con 50 822 indios y 25 165 blancos. En el mismo proceso se contabilizaron a 4554 blancos y mestizos, 2384 indios y 234 negros viviendo dentro de la ciudad homónima.
El 21 de marzo, el coronel Guillermo Valdivieso Valdivieso donó 100 000 pesos, equivalentes a 20 000 cabezas de ganado, siendo nombrado general de armas. El dinero fue usado para financiar la expedición a Cuenca, que partió el 1 de abril mandada por el coronel Francisco García Calderón. Al llegar a Achupallas, García Calderón dividió su batallón en tres columnas al mando de él mismo, el teniente coronel Feliciano Checa y Barba y el sargento mayor Manuel Aguilar. Consiguen la victoria en Paredones el 16 de junio, donde su vanguardia vence una gruesa avanzadilla realista. Esta acción, y la captura de las alturas de Pumallacta, fue realizada por la columna de Aguilar. Pasan la noche en los alrededores de Culebrillas, al pie del picacho Tres Cruces, y al día siguiente avanzan a Biblián, donde se concentraban los monárquicos al mando del teniente coronel Antonio María del Valle, que al día siguiente avanzan a Verdeloma.

## Fuerzas enfrentadas
El historiador chileno Francisco Antonio Encina, Aymerich llegó a reunir un ejército de 2000 hombres en Cuenca. Según el sargento José María del Valle, las fuerzas monárquicas se componían inicialmente de 590 infantes, 280 jinetes, algunos indios y 4 cañones de montaña. Sin embargo, luego se les intentó sumar Aymerich con el grueso de sus fuerzas, aunque finalmente no participó de la batalla.
Según el historiador ecuatoriano Carlos de la Torre Reyes, los patriotas eran 1500 al salir de Quito, pero durante la marcha se les sumaron fuerzas de Latacunga, Ambato, Guaranda y Riobamba hasta alcanzar los 3000. Junto a los soldados marchaban mujeres aguerridas que animaban a los soldados, especialmente las más jóvenes. Según Encina, la hueste patriota «más que ejército, eran un conglomerado de tropas colecticias, en su gran mayoría indios», que podían llegar hasta los 6000. El sargento Valle menciona que triplicaban a sus hombres, «no baxaban de 2000».

## Primer combate
En el parte del sargento Valle el 22 de junio derrotó en Verde Lomas el ataque patriota que intentaba llegar a Cuenca, pues había ocupado excelentes posiciones defensivas desde donde disparar fusiles y cañones, pero García Calderón siguió caminos de montaña para evitar las posiciones enemigas y dejarlas en retaguardia.
El 23 de junio, García Calderón llegaba a Verdeloma y quiso atacar inmediatamente a las tropas enemigas, pero se producen desacuerdos partidistas y se realiza una junta de guerra a la que se convoca a Checa y Barba, Aguilar, el comisario de guerra Mauricio Echanique, Benites, el teniente coronel Terán y otros oficiales. Ahí, el oficial en jefe insistió en que se debía atacar, pues durante la noche los realistas ocuparon un lugar llamado boca de montaña, que era la única vía de retirada en caso de derrota, así, jamás se consideró la retirada, pues estaban cercados.
Ambos ejércitos estaban separados por el cauce del Burgay un pequeño río. García Calderón le ordenó a la vanguardia, la caballería de Aguilar, cruzar el curso de agua y desbaratar a los infantes enemigos, que se retiraron a las montañas de Azogues. Entonces los jinetes realistas contraatacan. La lucha se dio en el mismo lecho del Burgay y al final quedó dueño del campo García Calderón. Sin embargo, no saca partido a su victoria y no avanza hacia Cuenca.
Se tomaron 80 prisioneros y algunos cañones y fusiles. Al interrogarlos se enteró de las fuerzas, armas y posiciones de sus enemigos en Biblián, a una jornada de camino de Cuenca, por lo que decidió seguir su marcha.

## Segundo combate
La situación cambió cuando los jefes montufaristas se presentaron ante el jefe de la expedición con los 80 prisioneros, quien en lugar de reconocer su contribución, los ofendió. Esto convirtió la victoria en retirada de sus columnas por los desacuerdos internos entre patriotas. García Calderón ya había ocupado Paredones y Cañar y planeaba seguir a Cuenca, cuando los montufaristas, que destacaron por su valor en el combate, ordenaron la retirada para socavar su éxito. García Calderón intentó detenerlos, pero le fue imposible. El curso de los acontecimientos se vuelve confuso, pues sanchistas, montufaristas y realistas trataron de culpar a los demás de sus fallos en las fuentes de la época.
En palabras del escritor ecuatoriano José Gabriel Navarro y Enríquez, en la noche del 23 Valle y sus soldados realistas decidieron atacar el campamento patriota, pero la lluvia incesante los detuvo. Entonces, el 24 de junio resolvió un ataque combinado en la madrugada siguiente, por lo que durante la noche marcharon entre las montañas. Sin embargo, el guía extravió el camino en la oscuridad y sólo algunas partidas de guerrilleros alcanzaron a Valle, quien llegó al puerto de montaña donde debían unirse. Luego, Valle se encontró al enemigo y lo atacó por una hora, moderando su ataque a medida que se le acababan las municiones hasta que, entre las 13:00 y 14:00 horas, se replegó a Verdeloma en orden, frustrando los numerosos ataques patriotas que intentaban desordenar sus filas. Ahí ocupó sólidas posiciones defensivas.
Los patriotas aprovecharon para construir un nuevo campamento en el paraje y a las 23:00 horas, la avanzadilla realista disparó fuego vivo de fusil. Luego se avistó a la caballería patriota en el río y Valle mandó disparar dos cañonazos de metralla y 2 de bala rasa hacia la quebrada que llevaba al paraje, calmando la situación hasta que pudo enviar jinetes a explorar, no encontrando nada. Al amanecer del 26 de junio, los monárquicos se encontraron con el campamento patriota abandonado. Sus rivales habían dejado la artillería, municiones y equipajes, por lo que se envió a 70 dragones montados a atacar la retaguardia.

## Consecuencias
Según el sargento Valle, murieron entre 100 y 300 hombres, pues algunas de sus cartas personales los suben a 300 muertos pero ninguna que eran menos de 100, mientras que en los partes oficiales jamás da datos. De los muertos realistas se habla de 3 con un herido y 7 extraviados. Se capturó una bandera con la cruz de Borgoña, 8 cañones de 4 libras, 2 de 3 libras y 6 de 2 libras, 6 cureñas destrozadas para piezas de 4 libras, 6 más para piezas de 2 libras, 4 ruedas de rayos sueltas y 2 de aspa, 33 fusiles, 8 cañones sueltos, 4 llaves de fusiles, 14 bayonetas, 7 pistolas, 15 lanzas, 8 cajones con metralla de todo calibre, 3 cajas de bala rasa de 4 libras, 2 cajones de cartuchos de 2 libras, 2 serones de balas de 4 libras, 97 cartuchos de 4, 35 cartuchos de 2, 3 cajones con cartuchos para fusiles, 2 pares de grillos, 13 sortijas de barra y 7 correajes. También se tomaron numerosos documentos.
Pocos días después de la batalla llegó el mariscal de campo Toribio Montes, subinspector de las tropas reales del Perú, designado Presidente de Quito. Era el reemplazo de Joaquín de Molina y Zulueta, quien había publicado la noticia del éxito de Valle y una lista del material tomado. García Calderón sería capturado meses después y fusilado el 2 de diciembre en Ibarra. Al no tomar Cuenca, la ciudad pudo mantener un cerco que impidió la expansión de la revolución quiteña.
El combate aparece en la novela Relación de un veterano de la independencia de Carlos R. Tobar.